# Bữa tiệc đường phố

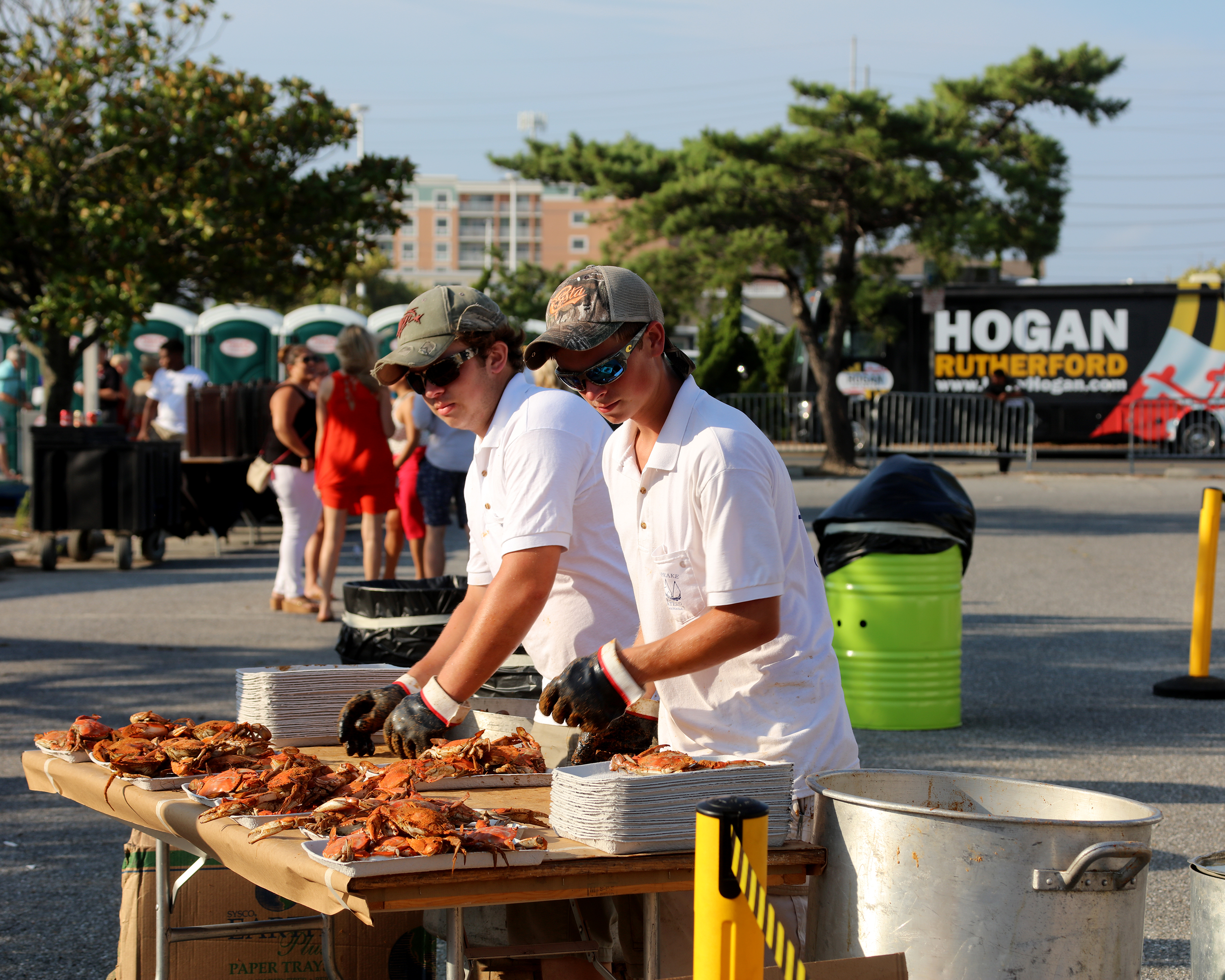
Một bữa tiệc đường phố ở Mỹ với các món hải sản

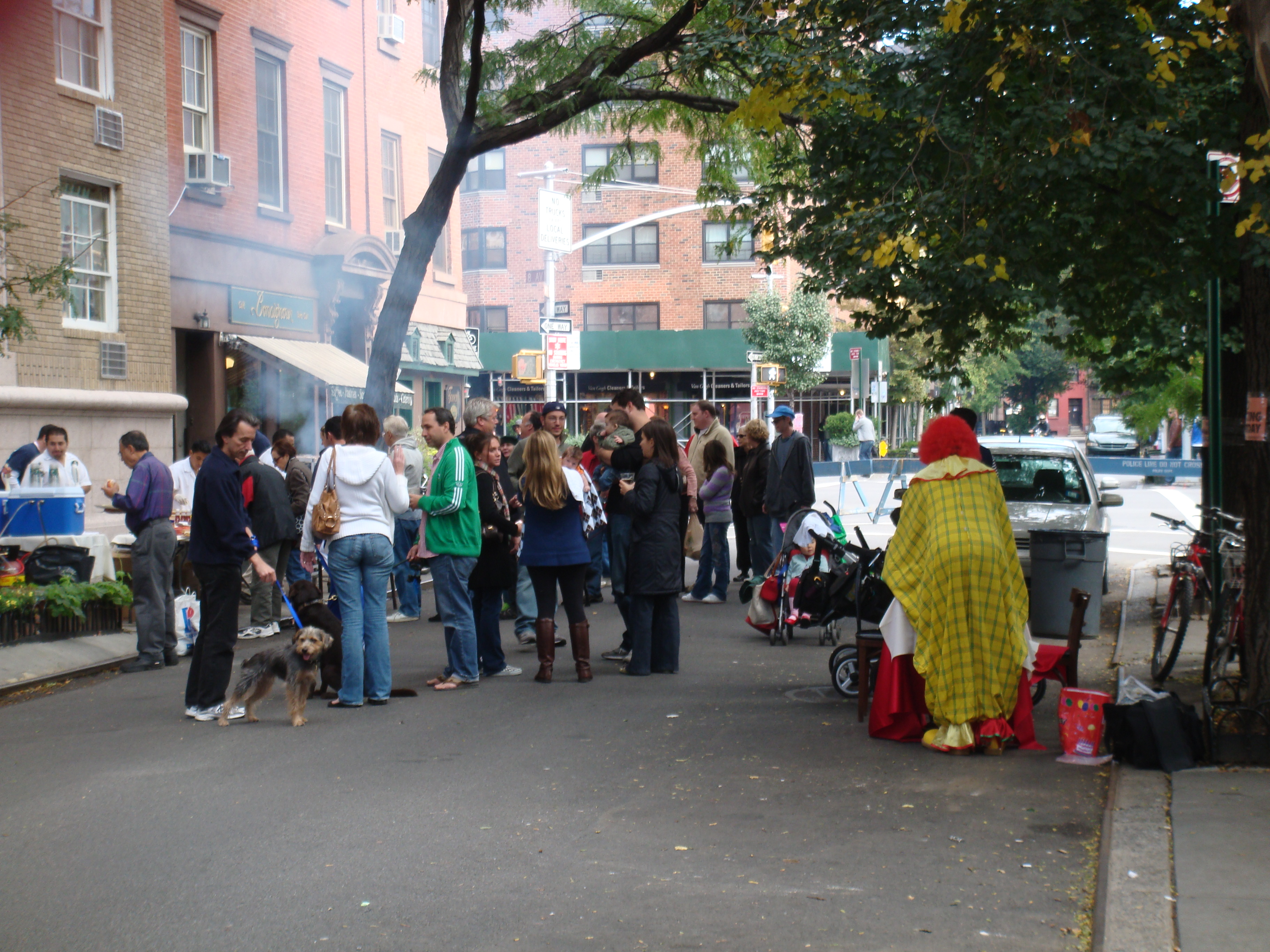
Một bữa tiệc đường phố ở quận Manhattan (Hoa Kỳ)

Bữa tiệc đường phố (tiếng Anh: block party) hay liên hoan đường phố (tiếng Anh: street party) là một bữa tiệc trong đó các thành viên của cả một nhóm cộng đồng tụ tập lại nhằm tiến hành một sự kiện quan trọng nào đó, hoặc đơn giản là phục vụ niềm vui chung. Cái tên này xuất phát từ hình thức của bữa tiệc, thường là trong toàn bộ ô phố khép kín cho đến hệ thống giao thông đường sá. Nhiều khi sẽ có một lễ ăn mừng dưới hình thức chơi nhạc, nhảy múa cũng như các hoạt động như cưỡi ngựa, trượt nhà phao, máy làm bắp rang bơ và cả thịt nướng hun khói.

## Vương quốc Anh
Truyền thống này dường như có mặt ở nước Anh và xứ Wales kể từ sau Chiến tranh thế giới thứ nhất khi "trà hòa bình" (peace teas) của cư dân cùng ăn mừng cột mốc ký Hòa ước Versailles năm 1919.